# Истината за Чарли
„Истината за Чарли“ (на английски: The Truth About Charlie) е мистъри филм от 2002 г. на режисьора Джонатан Деми, който е съсценарист със Стив Шмидт, Питър Джошуа и Джесика Бендиджър. Филмът е римейк на „Шарада“. Във филма участват Марк Уолбърг, Танди Нютън, Тим Робинс, Парк Джун-хун, Тед Левин и Лиса Гай Хамилтън.

## Сюжет
Три месеца след сватбата си Реджина Албърт (Танди Нютън) е отегчена от брака и си взима кратка ваканция. Останала сама със себе си, тя решава, че ще се разведе със съпруга си Чарли, който постоянно пътува. При завръщането си в Париж Реджина намира семейния апартамент разбит и претърсен, и научава, че съпругът ѝ е бил убит. След смъртта му Реджина разбира, че въобще не е познавала съпруга си – Чарли е водил двойствен живот, притежавал е поне три различни паспорта, а безмилостна банда търси под дърво и камък откраднати от него 6 млн. долара. На помощ на Реджина в търсенето на истината за Чарли се притичват мистериозният Джошуа Питърс (Марк Уолбърг) и щатският правителствен агент мистър Бартоломей (Тим Робинс).

## Актьорски състав
| Актьор            | Роля             |
| ----------------- | ---------------- |
| Марк Уолбърг      | Луис Бартоломю   |
| Танди Нютън       | Реджина Ламбърт  |
| Стивън Дилейн     | Чарли            |
| Сакина Джафри     | Силвия           |
| Кристин Буасон    | Комадант Доминик |
| Тим Робинс        | Карсън Дайл      |
| Парк Джун-хун     | Лий              |
| Лиса Гей Хамилтън | Лола Джанско     |